# Klinika (squat)
Klinika – czeski squat znajdujący się w praskiej dzielnicy Žižkov będący autonomicznym centrum społecznym. Działał w opuszczonym budynku w latach 2014–2019.    

## Historia
Budynek zajęto po raz pierwszy w 2014, w ramach demonstracji praw mieszkaniowych. Szybko jednak został eksmitowany. Następnie rozpoczęła się kampania, w wyniku której Minister Finansów zaoferował osobom okupującym budynek roczną umowę bez czynszu, która zaczęła obowiązywać 2 marca 2015. 
Niewiele przed wygaśnięciem umowy lokalny organ budowlany poinformował państwo, że dalsze istnienie ośrodka społecznego jest nielegalne, ponieważ budynek pierwotnie został zatwierdzony jako ośrodek opieki zdrowotnej. Uznano, że umowa nie może zostać przedłużona, że istniała możliwość zmiany przeznaczenia obiektu. Jak jednak zostało ujawnione przez członków Partii Zielonych w radzie miasta, budynek nigdy nie został zatwierdzony jako zakład opieki zdrowotnej; nigdy nie został zatwierdzony do żadnego celu i funkcjonował przez ponad 40 lat w systemie tymczasowym. Ten fakt nie wpłynął jednak na państwo, które wszczęło proces o eksmisję nas z budynku. solidarnościowej demonstracji 2000 osób. Następnie okazało się, że właściciel, Biuro Reprezentacji Rządowej w Sprawach Majątkowych (cz. Úřad pro zastupování státu ve věcech majetkových – ÚZSVM), domagał się eksmisji budynku, ponieważ był przeznaczony do innego użytku, chociaż w rzeczywistości nie zostało wydane żadne zezwolenie.

### Atak
Po demonstracjach za, jak i przeciw migracji 6 lutego 2016, Klinika została zaatakowana przez grupę ponad dwudziestu neofaszystów oraz neonazistów. Następnego dnia odbyła się demonstracja solidarnościowa z udziałem 400 osób. Rzecznik Kliniki powiedział: „Wysłaliśmy 150 samochodów z ubraniami i innymi rzeczami na Węgry, do Chorwacji oraz Serbii - gdziekolwiek mogliśmy pomóc. W Czechach nie mamy wielu uchodźców, więc Klinika działa jak piorunochron na gniew w czeskim społeczeństwie”. Orzeczeniem sądu ośrodek zamknięto, ale w wyniku odwołania został ponownie otwarty po kilku tygodniach.

### Eksmisja
W styczniu 2019 została dokonana eksmisja budynku, pomimo politycznego wsparcia dla Kliniki wyrażonego przez Czeskich Młodych Zielonych oraz Ruchu Demokracji w Europie 2025. W odróżnieniu od poprzednich eksmisji, tym razem budynek został zabezpieczony.

## Aktywność
Klinika była używana przez wiele różnych grup. Istniała tam przestrzeń koncertowa, infoshop, biblioteka, kawiarnia, lokalna pralnia, a także duży ogród. Regularne odbywały się tam różne wydarzenia, jak wykłady, koncerty czy akcje solidarnościowe.